# 埃爾默 (密蘇里州)
埃爾默（英語：Elmer）是位於美國密蘇里州梅肯縣的城市。

## 人口
根據2020年美國人口普查的數據，埃爾默的面積為0.66平方千米，皆為陸地。當地共有人口51人，而人口密度為每平方千米77人。